# District d'Oberpullendorf
Pour la commune, voir Oberpullendorf.
Oberpullendorf est un Bezirk (district) du Land autrichien de Burgenland.
Le district de Oberpullendorf est constitué des municipalités suivantes :
- Deutschkreutz
- Draßmarkt
- Frankenau-Unterpullendorf
- Großwarasdorf
- Horitschon
- Kaisersdorf
- Kobersdorf
- Lackenbach
- Lackendorf
- Lockenhaus
- Lutzmannsburg
- Mannersdorf an der Rabnitz
- Markt Sankt Martin
- Neckenmarkt
- Neutal
- Nikitsch
- Oberloisdorf
- Oberpullendorf
- Pilgersdorf
- Piringsdorf
- Raiding
- Ritzing
- Steinberg-Dörfl
- Stoob
- Unterfrauenhaid
- Unterrabnitz-Schwendgraben
- Weingraben
- Weppersdorf